# Područna nogometna liga Rijeka – 1. razred 1970./71.
Područna nogometna liga Rijeka – Prvi razred, također i kao Prvi razred Područne nogometne lige Rijeke; Područna liga Rijeka – 1. razred, Područna liga Rijeka (Prvi razred) je bila liga četvrtog stupnja nogometnog prvenstva Jugoslavije u sezoni 1970./71. 
 
Sudjelovalo je ukupno 12 klubova, a prvak je bio "Omladinac" iz Vrata. 

## Ljestvica
| mj. | klub                   | ut. | pob. | ner. | por. | gol+ | gol- | bod |
| --- | ---------------------- | --- | ---- | ---- | ---- | ---- | ---- | --- |
| 1.  | Omladinac Vrata        | 20  | 12   | 3    | 5    | 45   | 20   | 27  |
| 2.  | INA Rijeka             | 20  | 11   | 4    | 5    | 44   | 32   | 26  |
| 3.  | Risnjak Lokve          | 20  | 10   | 4    | 6    | 40   | 33   | 24  |
| 4.  | Rječina Dražice        | 20  | 9    | 5    | 6    | 45   | 38   | 23  |
| 5.  | Borac Bakar            | 20  | 7    | 7    | 6    | 30   | 35   | 21  |
| 6.  | Klana                  | 20  | 8    | 4    | 8    | 38   | 34   | 20  |
| 7.  | Rikard Benčić Rijeka   | 20  | 6    | 5    | 9    | 41   | 41   | 17  |
| 8.  | Primorje Rijeka        | 20  | 8    | 1    | 11   | 30   | 49   | 17  |
| 9.  | Goranin Delnice        | 20  | 6    | 4    | 10   | 35   | 47   | 16  |
| 10. | Vinodol Novi Vnodolski | 20  | 6    | 3    | 11   | 38   | 48   | 15  |
| 11. | Bribir                 | 20  | 5    | 4    | 11   | 30   | 39   | 14  |
|     | Goranka Ravna Gora     | 9   | 2    | 0    | 7    | 10   | 19   | 4   |

- "Goranka" Ravna Gora odustala nakon jesenskog dijela

## Rezultatska križaljka
| kratica | klub                   | BOR | BRI | GORI | INA | KLA | OML | PRI | RIKB | RIS | RJE | VIN | GORK |
| --- | ---------------------- | --- | --- | ---- | --- | --- | --- | --- | ---- | --- | --- | --- | ---- |
| BOR | Borac Bakar            |     |     |      |     |     |     |     |      |     |     |     |      |
| BRI | Bribir                 |     |     |      |     |     |     |     |      |     |     |     |      |
| GORI | Goranin Delnice        |     |     |      |     |     |     |     |      |     |     |     |      |
| INA | INA Rijeka             |     |     |      |     |     |     |     |      |     |     |     |      |
| KLA | Klana                  |     |     |      |     |     |     |     |      |     |     |     |      |
| OML | Omladinac Vrata        |     |     |      |     |     |     |     |      |     |     |     |      |
| PRI | Primorje Rijeka        |     |     |      |     |     |     |     |      |     |     |     |      |
| RIKB | Rikard Benčić Rijeka   |     |     |      |     |     |     |     |      |     |     |     |      |
| RIS | Risnjak Lokve          |     |     |      |     |     |     |     |      |     |     |     |      |
| RJE | Rječina Dražice        |     |     |      |     |     |     |     |      |     |     |     |      |
| VIN | Vinodol Novi Vnodolski |     |     |      |     |     |     |     |      |     |     |     |      |
| GORK | Goranka Ravna Gora     |     |     |      |     |     |     |     |      |     |     |     |      |
| |                        |     |     |      |     |     |     |     |      |     |     |     |      |
| podebljan rezultat - utakmice od 1. do 11. kola (1. utakmica između klubova) rezultat normalne debljine - utakmice od 12. do 22. kola (2. utakmica između klubova) rezultat nakošen - nije vidljiv redoslijed odigravanja međusobnih utakmica iz dostupnih izvora rezultat smanjen * - iz dostupnih izvora nije uočljiv domaćin susreta prekrižen rezultat - poništena ili brisana utakmica p - utakmica prekinuta 3:0 p.f. / 0:3 p.f. - rezultat 3:0 bez borbe |                        |     |     |      |     |     |     |     |      |     |     |     |      |

 Izvori:

## Unutrašnje poveznice
- Riječko-pulska zona 1970./71.